# Episodi di Dynasty (quinta stagione)
La quinta stagione della serie televisiva Dynasty è stata trasmessa per la prima volta negli Stati Uniti sulla ABC il 26 settembre 1984 e si è conclusa il 15 maggio 1985, posizionandosi al 1º posto nei rating Nielsen di fine anno con il 25,0% di penetrazione e con una media superiore ai 21 milioni di spettatori.
In Italia è stata trasmessa per la prima volta su Canale 5 tra il 24 gennaio e il 28 novembre 1986
| nº | Titolo originale        | Titolo italiano         | Prima TV USA      | Prima TV Italia  |
| -- | ----------------------- | ----------------------- | ----------------- | ---------------- |
| 1  | Disappearance           | Scomparsa               | 26 settembre 1984 | 24 gennaio 1986  |
| 2  | The Mortgage            | L’ipoteca               | 10 ottobre 1984   | -                |
| 3  | Fallon                  | Fallon                  | 17 ottobre 1984   | -                |
| 4  | The Rescue              | Il salvataggio          | 24 ottobre 1984   | -                |
| 5  | The Trial               | Il processo             | 31 ottobre 1984   | -                |
| 6  | The Verdict             | Il verdetto             | 7 novembre 1984   | -                |
| 7  | Amanda                  | Amanda                  | 14 novembre 1984  | 14 marzo 1986    |
| 8  | The Secret              | Il segreto              | 21 novembre 1984  | -                |
| 9  | Domestic Intrigue       | Intrigo domestico       | 28 novembre 1984  | -                |
| 10 | Krystina                | Krystina                | 5 dicembre 1984   | -                |
| 11 | Swept Away              | Spazzato via            | 12 dicembre 1984  | -                |
| 12 | That Holiday Spirit     | Aria di vacanze         | 19 dicembre 1984  | -                |
| 13 | The Avenger             | Il vendicatore          | 2 gennaio 1985    | -                |
| 14 | The Will                | Il volere               | 9 gennaio 1985    | -                |
| 15 | The Treasure            | Il tesoro               | 16 gennaio 1985   | -                |
| 16 | Foreign Relations       | Relazioni straniere     | 23 gennaio 1985   | 9 maggio 1986    |
| 17 | Triangles               | Triangoli               | 30 gennaio 1985   | -                |
| 18 | The Ball                | La palla                | 6 febbraio 1985   | -                |
| 19 | Circumstantial Evidence | Prove                   | 13 febbraio 1985  | -                |
| 20 | The Collapse            | Il collasso             | 20 febbraio 1985  | -                |
| 21 | Life and Death          | Vita e morte            | 27 febbraio 1985  | -                |
| 22 | Parental Consent        | Il consenso             | 6 marzo 1985      | -                |
| 23 | Photo Finish            | Photo Finish            | 13 marzo 1985     | -                |
| 24 | The Crash               | La rottura              | 20 marzo 1985     | -                |
| 25 | Reconciliation          | Riconciliazione         | 27 marzo 1985     | -                |
| 26 | Sammy Jo                | Sammy Jo                | 3 aprile 1985     | -                |
| 27 | Kidnapped               | Rapimento               | 10 aprile 1985    | 14 novembre 1986 |
| 28 | The Heiress             | Il testamento di Daniel | 8 maggio 1985     | 21 novembre 1986 |
| 29 | Royal Wedding           | Nozze reali             | 15 maggio 1985    | 28 novembre 1986 |

Cast regolare:
- Pamela Bellwood (Claudia Blaisdel)

Scene da un massacro.
Episodio 29, Nozze reali.

- Diahann Carroll (Dominique Devereaux) – eccetto episodi 16, 18, 19, 23, 26, 28
- Jack Coleman (Steven Carrington)
- Joan Collins (Alexis Carrington Colby Dexter)
- Linda Evans (Krystle Carrington) / (Rita Lesley – episodi 23, 26, 28, 29)
- John Forsythe (Blake Carrington)
- John James (Jeff Colby)
- Heather Locklear (Sammy Jo Carrington) – episodi 1, 4, 23, 26, 28, 29
- Michael Nader (Dex Dexter)
- Catherine Oxenberg (Amanda Carrington) – episodi 7/29
- Michael Praed (Principe Michele di Moldavia) – episodi 18/29
- Emma Samms (Fallon Carrington Colby) – episodi 27, 29
- Gordon Thomson (Adam Carrington)
- Billy Dee Williams (Brady Lloyd) – episodi 1, 2, 7, 13, 17

Cast ricorrente:
- Billy Campbell (Luke Fuller) – eccetto episodi 1/7, 12, 20, 25, 28
- Susan Scannell (Nicole Simpson) – episodi 8/21

Special guest star:
- Rock Hudson (Daniel Reece) – episodi 12, 13, 15, 16, 18, 19, 24/26
- Ali MacGraw[8] (Lady Ashley Mitchell) – episodi 16, 18/29

## Disappearance
- Titolo originale: Disappearance
- Diretto da: Irving J. Moore
- Scritto da: Camille Marchetta (soggetto); Edward DeBlasio (sceneggiatura)

### Trama
- Altri interpreti: William Beckley (Gerard), Janet Brandt (Signora Gordon), Bruce Gray (Liam Farley), Lenny Hicks (paramedico), Ben Marino (Bailiff), Nora Masterson (Irene), Cynthia Steele (Lillian)

## The Mortgage
- Titolo originale: The Mortgage
- Diretto da: Jerome Courtland
- Scritto da: Camille Marchetta (soggetto); Dennis Turner (sceneggiatura)

### Trama
- Altri interpreti: Philip Abbott (Lawlor), Janet Brandt (Signora Gordon), Jon Cedar (Sergente Roscoe), James Karen (Avril Dawson), Virginia Hawkins (Jeanette), Clive Revill (Warren Ballard), Peter Mark Richman (Andrew Laird)

## Fallon
- Titolo originale: Fallon
- Diretto da: Gwen Arner
- Scritto da:  Camille Marchetta (soggetto); Edward DeBlasio (sceneggiatura)

### Trama
- Altri interpreti: Fausto Bara (Tenente Lopez), William Beckley (Gerard), Curtis Credel (Earl), Dana Kimmell (Emily), Kevin McCarthy (Billy Waite), John Reilly (J.J.), Clive Revill (Warren Ballard), Liam Sullivan (Fratello Leo)

## The Rescue
- Titolo originale: The Rescue
- Diretto da: Irving J. Moore
- Scritto da: Camille Marchetta (soggetto); Dennis Turner (sceneggiatura)

### Trama
- Altri interpreti: William Beckley (Gerard), Virginia Capers (Zia Bessie), Betty Harford (Signora Gunnerson), Virginia Hawkins (Jeanette), Sally Kemp (Marcia), Kevin McCarthy (Billy Waite), Timothy McNutt (Little Blake), Christopher Pennock (Tenente Dawes), John Reilly (J.J.), Robert Rockwell (George)

## The Trial
- Titolo originale: The Trial
- Diretto da: Gwen Arner
- Scritto da: Joel Steiger (soggetto); Paul Savage (sceneggiatura)

### Trama
- Altri interpreti: Lawrence Bame, William Beckley (Gerard), Rick Cooley, Natalie Core (Dina Hartley), Patty Freedman, Conroy Gedeon (Bailiff), Basil Hoffman (Giudice Drew Mayfield), Julie Inouye (reporter), Chip Johnson (reporter), Brynja McGrady (Amy), Jeff Pomerantz (Michael Cunningham), Joan Welles

## The Verdict
- Titolo originale: The Verdict
- Diretto da: Jerome Courtland
- Scritto da:  Camille Marchetta e Joel Steiger (soggetto); Elinor Karpf e Steven Karpf (sceneggiatura)

### Trama
- Altri interpreti: Bradford Dillman (Hal Lombard), Conroy Gedeon (Bailiff), Marlena Giovi, Basil Hoffman (Giudice Drew Mayfield), Christine Kellogg (Laurie), Brynja McGrady (Amy), Jeff Pomerantz (Michael Cunningham), John Reilly (J.J.), Joan Welles

## Amanda
- Titolo originale: Amanda
- Diretto da: Irving J. Moore
- Scritto da: Joel Steiger (soggetto); Edward DeBlasio (sceneggiatura)

### Trama
- Altri interpreti: Nancy Lee Andrews, Barbara Allyne Bennet, Paul Burke (Neal McVane), Natalie Core (Dina Hartley), Jeff Crawford, Bradford Dillman (Hal Lombard), Patrick Dollaghan (Jerry), Linda Hoy, Jeff Kaake

## The Secret
- Titolo originale: The Secret
- Diretto da: Jerome Courtland
- Scritto da: Camille Marchetta (soggetto); Dennis Turner (sceneggiatura)

### Trama
- Altri interpreti: Billy Campbell (Luke Fuller), Richard Hatch (Dean Caldwell), James Horan (Maxwell Allen), Dennis Howard (Dott. Harris), Juliet Mills (Rosalind Bedford)

## Domestic Intrigue
- Titolo originale: Domestic Intrigue
- Diretto da: Irving J. Moore
- Scritto da: Joel Steiger (soggetto); Edward DeBlasio (sceneggiatura)

### Trama
- Special Guest star: John Saxon (Rashid Ahmed)
- Altri interpreti: William Beckley (Gerard), Katja Bjorlin, Richard Hatch (Dean Caldwell), Aharon Ipalé (Colonel Saban), Mike Landess, Peggy Walton-Walker (Barbara)

## Krystina
- Titolo originale: Krystina
- Diretto da: Jerome Courtland
- Scritto da: Camille Marchetta (soggetto); Will Lorin (sceneggiatura)

### Trama
- Altri interpreti: Pat Anderson, William Beckley (Gerard), Bibi Besch (Dott.ssa Veronica Miller), Herk Clark, Randy Hamilton (Marvin), Betty Harford (Signora Gunnerson), Richard Hatch (Dean Caldwell), Dennis Howard (Dott. Harris), Virginia Hawkins (Jeanette), Robert Parucha

## Swept Away
- Titolo originale: Swept Away
- Diretto da: Irving J. Moore
- Scritto da: Camille Marchetta (soggetto); Dennis Turner (sceneggiatura)

### Trama
- Altri interpreti: William Beckley (Gerard), Bibi Besch (Dott.ssa Veronica Miller), Nigel Bullard (reporter), Jane Downs (reporter), Susan Gordon-Clark (infermiera), Richard Hatch (Dean Caldwell), Peter Marc Jacobson (steward), Jeffrey Orman (cameriere), James Sutorius (Gordon Wales), Peggy Walton-Walker (Barbara)

## That Holiday Spirit
- Titolo originale: That Holiday Spirit
- Diretto da: Curtis Harrington
- Scritto da: Susan Baskin e Camille Marchetta (soggetto); Edward DeBlasio (sceneggiatura)

### Trama
- Altri interpreti: William Beckley (Gerard), George DiCenzo (Charles Dalton), Susan Gordon-Clark (infermiera), Betty Harford (Signora Gunnerson), Virginia Hawkins (Jeanette), Matthew Lawrence (Danny Carrington Jr.), Hedley Mattingly (vicario), Timothy McNutt (Little Blake), Juliet Mills (Rosalind Bedford), Alain Saint-Alix (La Salle)

## The Avenger
- Titolo originale: The Avenger
- Diretto da: Irving J. Moore
- Scritto da: Susan Baskin e Camille Marchetta (soggetto); Dennis Turner (sceneggiatura)

### Trama
- Altri interpreti: John Alderman (imprenditore), William Beckley (Gerard), George DiCenzo (Charles Dalton), Susan Gordon-Clark (infermiera), Preston Hanson (imprenditore), Dennis Howard (Dott. Harris), Jim Ishida (Lin), Michael Levittan (bartender), Ben Marino (stalliere)

## The Will
- Titolo originale: The Will
- Diretto da: Nancy Malone
- Scritto da: Susan Baskin e Camille Marchetta (soggetto); Noreen Stone (sceneggiatura)

### Trama
- Altri interpreti: William Beckley (Gerard), Betty Harford (Signora Gunnerson), Virginia Hawkins (Jeanette), Mae Hi (infermiera), Matthew Lawrence (Danny Carrington Jr.), Curt Lowens (avvocato), Timothy McNutt (Little Blake), Peggy Walton-Walker (Barbara)

## The Treasure
- Titolo originale: The Treasure
- Diretto da: Curtis Harrington
- Scritto da: Susan Baskin e Camille Marchetta (soggetto); Elinor Karpf e Steven Karpf (sceneggiatura)

### Trama
- Altri interpreti: William Beckley (Gerard), George DiCenzo (Charles Dalton), Dawn Abraham (Lois Dern)

## Foreign Relations
- Titolo originale: Foreign Relations
- Diretto da: Kim Friedman
- Scritto da: Susan Baskin e Camille Marchetta (soggetto); Edward DeBlasio (sceneggiatura)

### Trama
- Altri interpreti: Danielle Aubry (sposa), William Beckley (Gerard), George DiCenzo (Charles Dalton), Virginia Hawkins (Jeanette), Alvin Ing (Mr. Huang), Jim Ishida (Lin), Ken Phillips (Bill), Peggy Walton-Walker (Barbara)

## Triangles
- Titolo originale: Triangles
- Diretto da: Irving J. Moore
- Scritto da: Susan Baskin e Camille Marchetta (soggetto); Dennis Turner (sceneggiatura)

### Trama
- Altri interpreti: William Beckley (Gerard), George DiCenzo (Charles Dalton), Virginia Hawkins (Jeanette), Jim Ishida (Lin), Wolf Larson (Bruce), Matthew Lawrence (Danny Carrington Jr.), Timothy McNutt (Little Blake), Scott Perry (veterinario)

## The Ball
- Titolo originale: The Ball
- Diretto da: Jerome Courtland
- Scritto da: Susan Baskin e Camille Marchetta (soggetto); John Pleshette (sceneggiatura)

### Trama
- Altri interpreti: George DiCenzo (Charles Dalton), Dana Lee (Ministro Han Li Su), Dorothy Patterson (Martha), Benito Prezia

## Circumstantial Evidence
- Titolo originale: Circumstantial Evidence
- Diretto da: Curtis Harrington
- Scritto da: Donald R. Boyle e Camille Marchetta (soggetto); Edward DeBlasio (sceneggiatura)

### Trama
- Altri interpreti: George DiCenzo (Charles Dalton), Virginia Hawkins (Jeanette), James Hornbeck, Eduardo Ricard, Jameson Sampley (Danny Carrington Jr.)

## The Collapse
- Titolo originale: The Collapse
- Diretto da: John Patterson
- Scritto da: Donald R. Boyle e Camille Marchetta (soggetto); Donald R. Boyle (sceneggiatura)

### Trama
- Altri interpreti: William Beckley (Gerard), Herk Clark (chauffeur di Krystle), Baillie Gerstein (speaker televisivo), Jim Ishida (Lin), Santos Morales (Contra), Ashley Mutrux (Little Blake), Jeff Sanders (segretario), Frank Schuller (Tony Nelson), Peggy Walton-Walker (Barbara)

## Life and Death
- Titolo originale: Life and Death
- Diretto da: Irving J. Moore
- Scritto da: Donald R. Boyle e Camille Marchetta (soggetto); Dennis Turner (sceneggiatura)

### Trama
- Altri interpreti: Toni Attell (Dott.ssa Tully), William Beckley (Gerard), Mark Burke (anestesista), Charles Davis, Frank Dicopoulos (paramedico), John Findlater (Dott. Rossiter), Rick Fitts (Dott. Giddings), Jim Ishida (Lin), Bonnie Keith (Dott.ssa Solis), Kenneth Kimmins (Dott. Chase), Helaine Lembeck (infermiera Peters), Jameson Sampley (Danny Carrington Jr.), Isabel West (infermiera Robinson)

## Parental Consent
- Titolo originale: Parental Consent
- Diretto da: Kim Friedman
- Scritto da: Donald R. Boyle e Camille Marchetta (soggetto); Edward DeBlasio (sceneggiatura)
- Altri interpreti: Bever-Leigh Banfield (infermiera), William Beckley (Gerard), Sam Chew Jr. (Kyle), Joel Fabiani (Re Galen di Moldavia), George Skaff (maggiordomo), Gary Wells

## Photo Finish
- Titolo originale: Photo Finish
- Diretto da: Robert Scheerer
- Scritto da: Donald R. Boyle e Camille Marchetta (soggetto); Susan Miller (sceneggiatura)

### Trama
- Altri interpreti: William Beckley (Gerard), Hank Brandt (Morgan Hess), Michael Byron (segretario), George DiCenzo (Charles Dalton), Richard Hatch (Dean Caldwell), Jim Ishida (Lin), Bunky Jones (amica di Krystle), Dorothy Patterson (Martha), Mark Schneider (uomo al bar), Peggy Walton-Walker (Barbara)

## The Crash
- Titolo originale: The Crash
- Diretto da: Irving J. Moore
- Scritto da: Camille Marchetta (soggetto); Dennis Turner (sceneggiatura)

### Trama
- Altri interpreti: George DiCenzo (Charles Dalton), Ernie Fuentes (agente), Jim Ishida (Lin), Taylor Lacher (Burt), Dorothy Patterson (Martha)

## Reconciliation
- Titolo originale: Reconciliation
- Diretto da: Nancy Malone
- Scritto da: Camille Marchetta (soggetto); Edward DeBlasio (sceneggiatura)

### Trama
- Altri interpreti: Nick Angotti (Fred  Mason), William Beckley (Gerard), Nigel Bullard (Pete Davis), Herk Clark (chauffeur di Krystle), Taylor Lacher (Burt), Ashley Mutrux (Little Blake), Robert Parucha (chauffeur di Alexis), Jameson Sampley (Danny Carrington Jr.), Drew Snyder (Hank Lowther)

## Sammy Jo
- Titolo originale: Sammy Jo
- Diretto da: Irving J. Moore
- Scritto da: Susan Baskin e Camille Marchetta (soggetto); Dennis Turner (sceneggiatura)

### Trama
- Altri interpreti: Tom Everett (Vincent), Peter Marc Jacobson (steward), Don Torres (Conrad), Greg Winfield (amico di Luke)

## Rapimento
- Titolo originale: Kidnapped
- Diretto da: Jerome Courtland
- Scritto da: Susan Baskin e Camille Marchetta (soggetto); Dennis Turner (sceneggiatura)

### Trama
- Altri interpreti: William Beckley (Gerard), Gary Clarke (sergente), Jane Downs (reporter), Michael Gregory (Nikolai), Julie Inouye (reporter), Jim Ishida (Lin), Terrence E. McNally (reporter), Ashley Mutrux (Little Blake), Jameson Sampley (Danny Carrington Jr.), Carl Strano (Yuri)

## Il testamento di Daniel
- Titolo originale: The Heiress
- Diretto da: Irving J. Moore
- Scritto da: Susan Baskin e Camille Marchetta (soggetto); Edward DeBlasio (sceneggiatura)

### Trama
- Altri interpreti: Kerry Armstrong (Elena, Duchessa di Branagh), Rowena Balos (baby-sitter), William Beckley (Gerard), Joel Fabiani (Re Galen di Moldavia), Michael Gregory (Nikolai), Virginia Hawkins (Jeanette), Jameson Sampley (Danny Carrington Jr.), Carl Strano (Yuri)

## Nozze reali
- Titolo originale: Royal Wedding
- Diretto da: Jerome Courtland
- Scritto da: Susan Baskin e Camille Marchetta (soggetto); Edward DeBlasio (sceneggiatura)

### Trama
- Altri interpreti: Kerry Armstrong (Elena, Duchessa di Branagh), Ari Barak (servitore), Gary Clarke (sergente), Joel Fabiani (Re Galen di Moldavia), Michael Gregory (Nikolai), Carl Strano (Yuri), John Van Dreelen (sacerdote)